# Erik Erikson
Erik Homburger Erikson (sinh Erik Salomonsen; 15 tháng 6 năm 1902 - 12 tháng 5 năm 1994) là một nhà tâm lý học và nhà phân tâm học người Mỹ gốc Đức nổi tiếng với lý thuyết về sự phát triển tâm lý của con người. Ông có thể nổi tiếng nhất vì đặt ra cụm từ khủng hoảng danh tính (identity crisis). Con trai của ông, Kai T. Erikson, là một nhà xã hội học nổi tiếng người Mỹ.
Mặc dù thiếu bằng cử nhân, Erikson từng là giáo sư tại các tổ chức nổi tiếng, bao gồm Harvard, Đại học California, Berkeley, và Yale. Review of General Psychology, xuất bản năm 2002, đã xếp Erikson là nhà tâm lý học được trích dẫn nhiều thứ 12 trong thế kỷ 20.